# سوزی اردمان
سوزی اردمان (آلمانی: Susi Erdmann؛ زادهٔ ۲۹ ژانویهٔ ۱۹۶۸) ورزشکار بابسلد و لژسوار زن اهل آلمان است.
وی در مسابقات کشوری و بین‌المللی درمجموع برندهٔ ۱۹ مدال طلا، ۴ مدال نقره، ۹ مدال برنز شده‌است.